# Klippsparv
Klippsparv (Emberiza cia) är en fågel i familjen fältsparvar.

## Utseende och läte
Klippsparven är en tämligen stor sparv som blir cirka 16 cm lång. Den är kortvingad och långstjärtad. I alla dräkter har den en mycket kontrastrik huvudteckning i grått med svarta streck på vardera sidan om hjässan, genom ögat och ett förlängt mustaschstreck som ramar i kinden. Övriga delar av kroppen är brunröd. Honan har en något blekare teckning än hanen. Sången består av en klar och ljusröstad strof, trevande inledningsvis och med rytmen ojämn. Den lockar med ett spetsigt och kort "tsi".

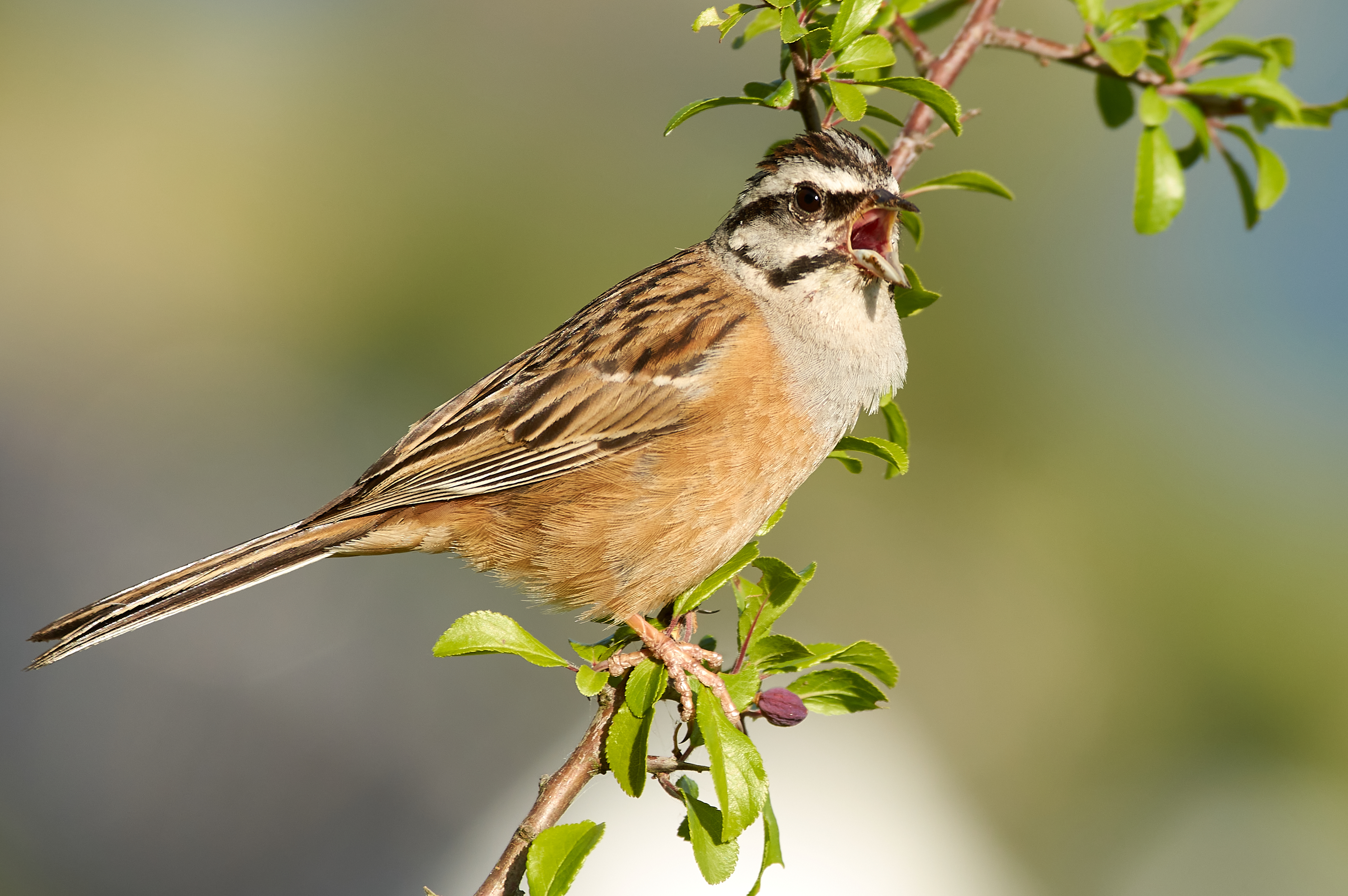

## Utbredning och systematik
Klippsparven häckar från nordvästra Afrika och Sydeuropa österut till Centralasien och Himalaya. De nordliga populationerna är flyttfåglar och beger sig till de sydliga populationernas breddgrader. Enstaka fynd har gjorts i Västeuropa.
Tidigare kategoriserades klippsparven som samma art som mongolsparv (Emberiza godlewskii) som till största delen lever öster om klippsparven. Dock lever de sympatriskt i Centralasien och ingen hybridisering har kunnat påvisas. Vilka underarter som förs till vilken art har tidigare varit omdiskuterat. Även hur många underarter klippsparven ska delas in i har också varit omstritt, och är så fortfarande. Vissa taxonomiska auktoriteter urskiljer sex underarter, andra fyra:
- Emberiza cia cia – centrala och södra Europa till Balkanhalvön och norra Turkiet; även Nordafrika
- Emberiza cia hordei (inkluderas ofta i cia[3]) – Grekland genom södra Turkiet till Israel och Jordanien
- Emberiza cia prageri (inkluderas ofta i cia[3]) – Kaukasus, södra Ukraina, östra Turkiet samt sydvästra och norra Iran
- Emberiza cia par – nordöstra Iran till Centralasien och norra Pakistan
- Emberiza cia stracheyi – nordvästra Himalaya till sydvästra Tibet och Nepal
- Emberiza cia flemingorum – centrala Nepal.

Merparten av världspopulationen av klippsparv är stannfåglar. Vissa populationer gör årliga höjdförflyttningar och vissa populationer i Centralasien flyttar söderut om vintern.
Klippsparv har påträffats fyra gånger i Sverige, senast i maj 1997 i Ottenby, Öland.

## Ekologi

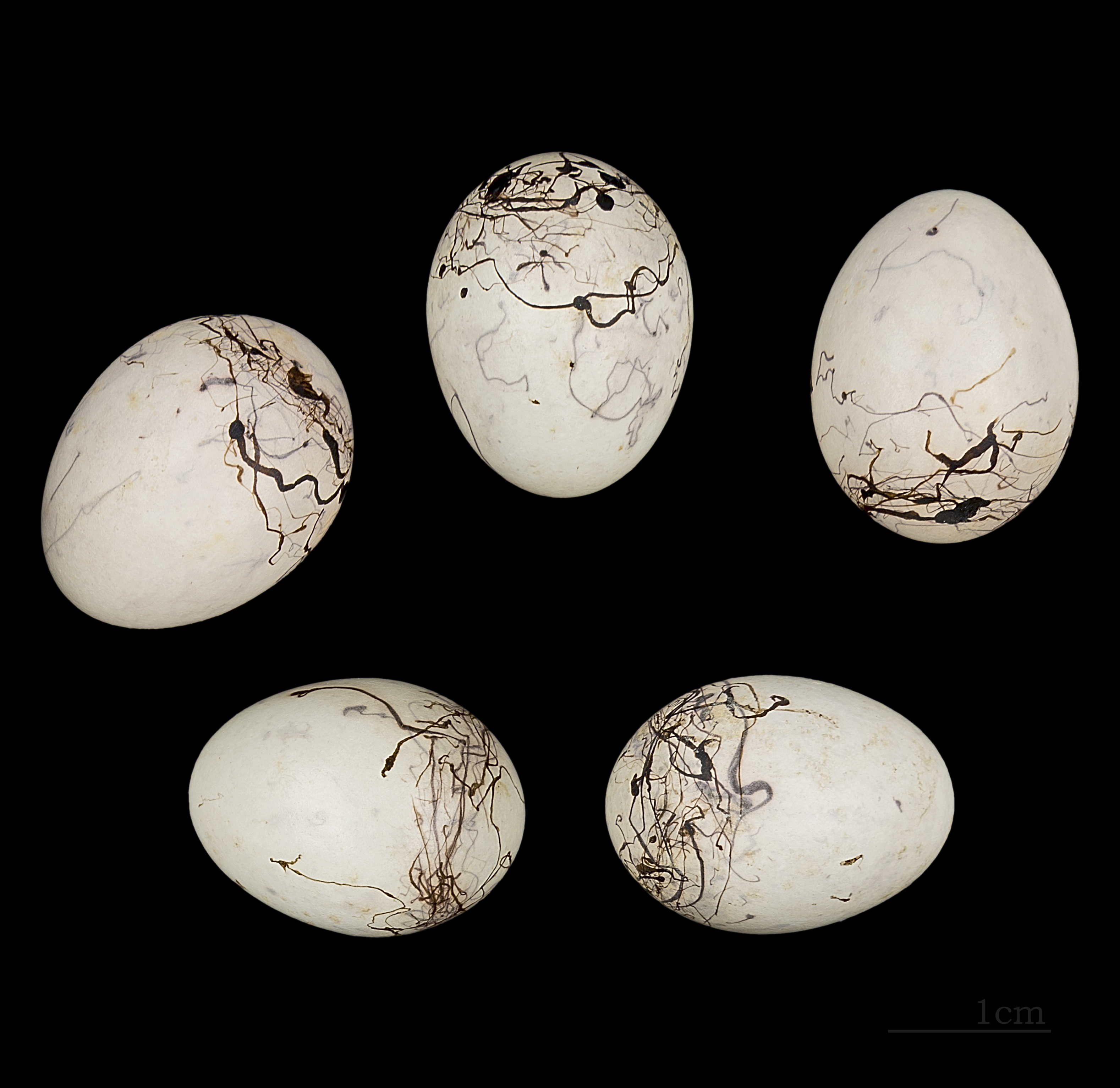
Ägg av klippsparv.

Klippsparven häckar i öppna, torra bergsområden vid branta, ofta blockrika bergssluttningar strax ovan trädgränsen eller i gläntor och på alpängar strax nedom trädgränsen. Lokalt vid kusttrakter ända ned till havsnivå. Boet byggs på marken eller i enstaka fall i en låg buske. Äggen är tre till fem i antal och grå till färgen. Ungarna matas med insekter, i övrigt äter sparven frön.

## Status
Arten har ett stort utbredningsområde och beståndet anses vara stabilt. Internationella naturvårdsunionen IUCN listar den därför som livskraftig (LC). Världsbeståndet uppskattas mycket preliminärt till mellan 9,7 och 21,5 miljoner vuxna individer. Inom EU klassas den som unfavourable av EU25 och SPEC3 i Species of European Conservation Concern. I Schweiz är man orolig att anläggandet av skidsportanläggningar ska tränga ut sparven.